# Maurice Halbwachs
Maurice Halbwachs (ur. 11 marca 1877 w Reims, zm. 16 marca 1945 w Buchenwaldzie) – francuski socjolog ze szkoły Durkheima.

## Życiorys
Halbwachs ukończył École Normale Supérieure. Jest twórcą pojęcia pamięć społeczna (mémoire collective). Obronił pracę doktorską na temat La classe ouvrière et les niveaux de vie (Klasa pracująca a standard życia) oraz habilitację (agrégation) z filozofii. Pracował jako docent (maître de conférences) filozofii na Uniwersytecie w Caen, a od 1919, jako profesor socjologii na Uniwersytecie w Strasburgu. W 1935 został mianowany profesorem na katedrze socjologii paryskiej Sorbony, w 1938 wybrano go prezesem Institut français de sociologie. 10 maja 1944 został profesorem katedry psychologii kolektywnej w Collège de France, ale już 23 lipca tego roku był zatrzymany przez gestapo za interwencję w sprawie szwagra żydowskiego pochodzenia i wysłany do obozu koncentracyjnego w Buchenwaldzie, gdzie zmarł z powodu czerwonki.

## Dorobek
W pracy naukowej był silnie zorientowany empirycznie. Najważniejsze tematy badawcze to pamięć zbiorowa (społeczne ramy pamięci) i klasy społeczne. Pamięć zbiorowa nie jest mechaniczną zdolnością rejestrowania obserwowanych zjawisk, lecz polega na rekonstruowaniu przeszłości przez pamiętający podmiot. Możliwe to jest dzięki temu, że podmiot jest członkiem wspólnoty, która dostarcza mu pewnych ram, w których podmiot umieszcza zapamiętane fakty. Zmiana przynależności grupowej pociąga za sobą rekonstrukcję wspomnień.
Halbwachs pokazał, że kryzys społeczny pociąga za sobą nie tylko ujednostkowienie, ale i wyobcowanie się ze społeczeństwa wielkich grup ludzkich, przede wszystkim klasy robotniczej. Klasa społeczna to zjawisko ze sfery świadomości społecznej. Istotny dla niego problem to fakt niejednakowego uczestniczenia różnych klas w życiu społecznym, przy czym wyróżnikiem klas nie jest jak u Marksa dostęp do środków produkcji, tylko potrzeby i sposób ich zaspokajania.

## Dzieła
- Les origines du sentiment religieux d’après Durkheim 1924
- Les cadres sociaux de la mémoire 1925
- Les causes sociales du suicide 1930
- Esquisse d’une psychologie des classes sociales 1938
- La mémoire collective 1939
- Topographie légendaire des Évangiles 1941